# Canadian Journal of Economics
Das Canadian Journal of Economics/Revue canadienne d'économique (abgekürzt häufig CJE) ist eine vierteljährlich erscheinende wissenschaftliche Zeitschrift zu volkswirtschaftlichen Themen. Es ist das Hausblatt der kanadischen Ökonomenvereinigung Canadian Economics Association (CEA) und wird in ihrem Namen von Wiley-Blackwell herausgegeben. Aus diesem Grund wird die jährliche Ansprache des CEA-Präsidenten (sog. presidential address) im CJE veröffentlicht. Es publiziert Artikel zu allen ökonomischen Themen mit internationalem Schwerpunkt. Daneben versucht sich das CJE als Hauptpublikationsort für wissenschaftliche Analysen bezüglich der kanadischen Wirtschaft zu etablieren.
Chefredakteur ist seit 2012 Francisco Ruge-Murcia von der McGill University.

## Geschichte
Das Canadian Journal of Economics ging 1968 aus der Teilung des Canadian Journal of Economics and Political Science hervor, das im Jahr zuvor die Arbeit eingestellt hatte. Die andere neu geschaffene Zeitschrift ist das Canadian Journal of Political Science.
Seit 1977 vergibt die CEA den Harry-Johnson-Preis (benannt nach dem kanadischen Ökonomen Harry G. Johnson) für den besten Artikel, der im Vorjahr im Canadian Journal of Economics publiziert worden ist. Zusätzlich vergibt die CEA seit 2003 den Robert-Mundell-Preis (benannt nach dem kanadischen Ökonomen Robert Mundell) für den besten Artikel, der im Vorjahr von einem jungen Ökonomen im CJE publiziert worden ist.
Seit 2008 müssen Daten, Simulationen und experimentelle Arbeiten zusammen mit dem jeweiligen Artikel eingereicht werden. Diese werden dann im Online-Archiv veröffentlicht.

## Frühere Chefredakteure
Die folgenden Ökonomen leiteten das Canadian Journal of Economics als Chefredakteure:
| - 1968–1969: Ian M. Drummond und André Raynauld - 1969–1970: A. Asimakopoulos und André Raynauld - 1971–1972: A. Asimakopoulos und Robert Lévesque - 1972–1973: Bernard Bonin und Gideon Rosenbluth - 1974: G. C. Archibald und Bernard Bonin - 1975–1976: Gideon Rosenbluth - 1977–1979: Stephan F. Kaliski - 1980–1982: John F. Helliwell - 1982–1987: Michael Parkin | - 1987–1993: Robin Boadway - 1993–1994: Lorne Carmichael - 1994–1997: Curtis Eaton - 1997–2001: James Brander - 2001–2005: Michel Poitevin - 2005–2008: Dwayne Benjamin - 2008–2012: David Green - seit 2012: Francisco Ruge-Murcia |

## Rezeption
Eine Studie der französischen Ökonomen Pierre-Phillippe Combes und Laurent Linnemer sortiert das Journal mit Rang 62 von 600 wirtschaftswissenschaftlichen Zeitschriften in die drittbeste Kategorie A ein.
Das Journal hat nach eigenen Angaben einen Impact Factor von 0.554.